# Ossining (miasto)
Ossining – miasto w Stanach Zjednoczonych, w stanie Nowy Jork, w hrabstwie Westchester.
W mieście znajduje się zakład karny o maksymalnym rygorze Sing Sing.